# Al-gomyeong
El al-gomyeong (en coreano: 알고명), gyeranjidan (계란지단), dalgyaljidan (달걀지단) o simplemente jidan (지단), es un agregado o decoración común de la gastronomía coreana, que consiste en tiras de huevo frito.

## Preparación
Las yemas y las claras de huevo se separan, se baten sin que se forme espuma. La sartén se unta con una ligera capa de aceite y se fríe sin llegar a dorarse el huevo en una lámina fina. Finalmente se corta en tiras finas, rombos o rectángulos.

## Consumo
Se sirve sobre caldos, platos de pasta, carnes y pescados.

Platos decorados con al-gomyeong
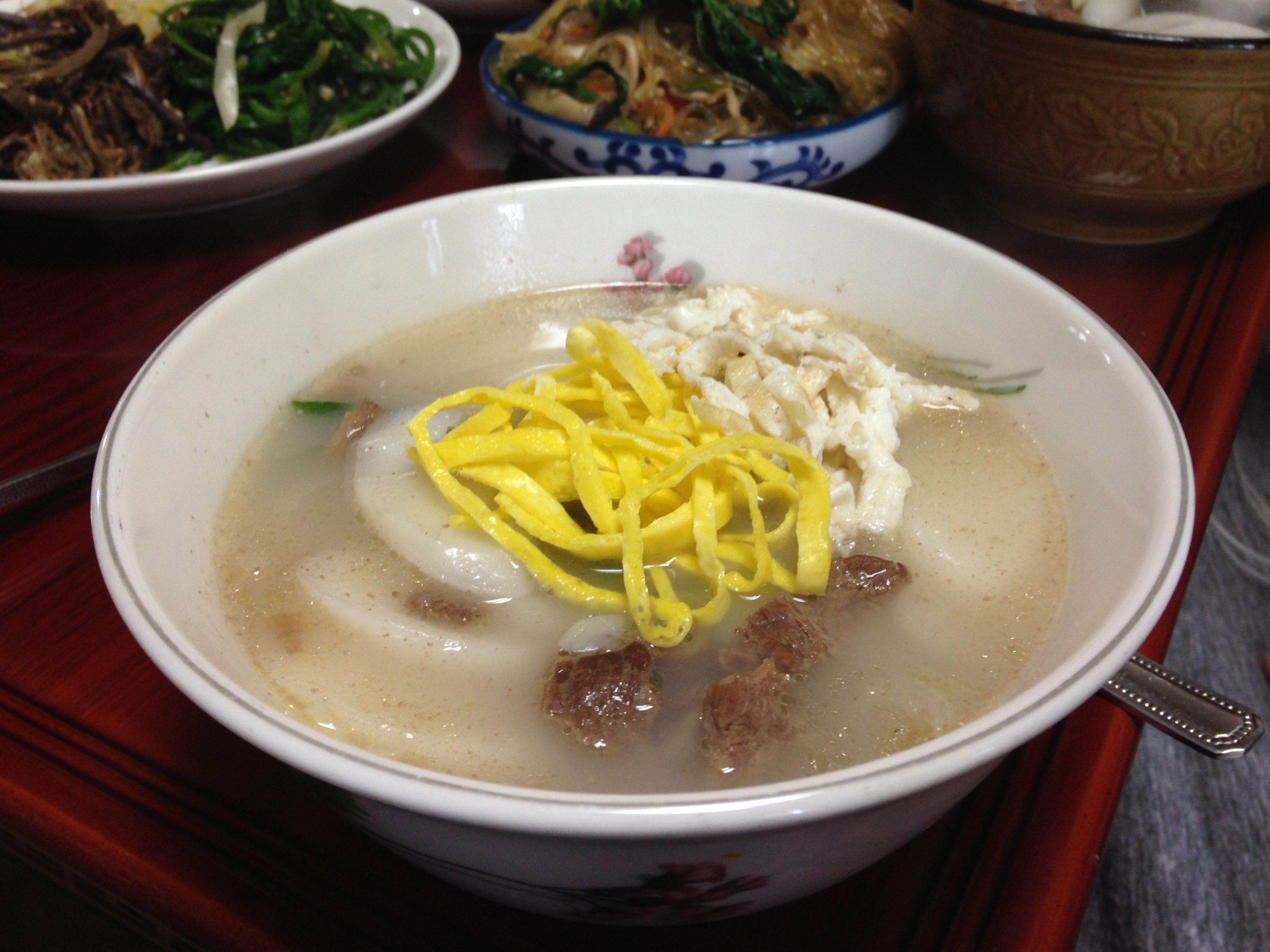
Tteokguk
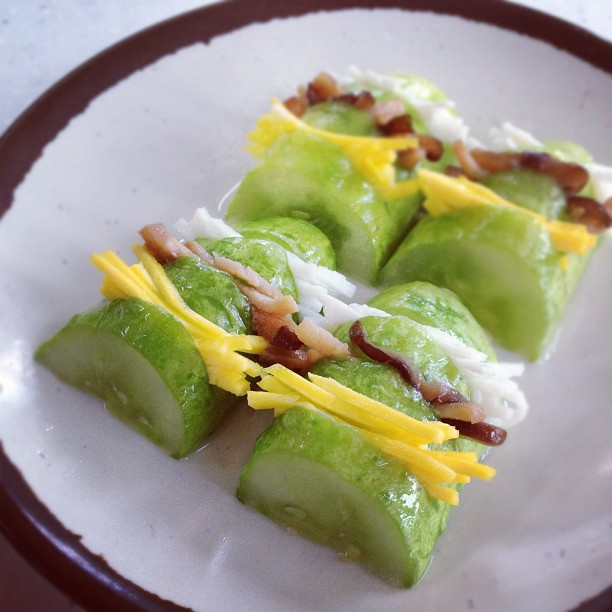
Oi-seon
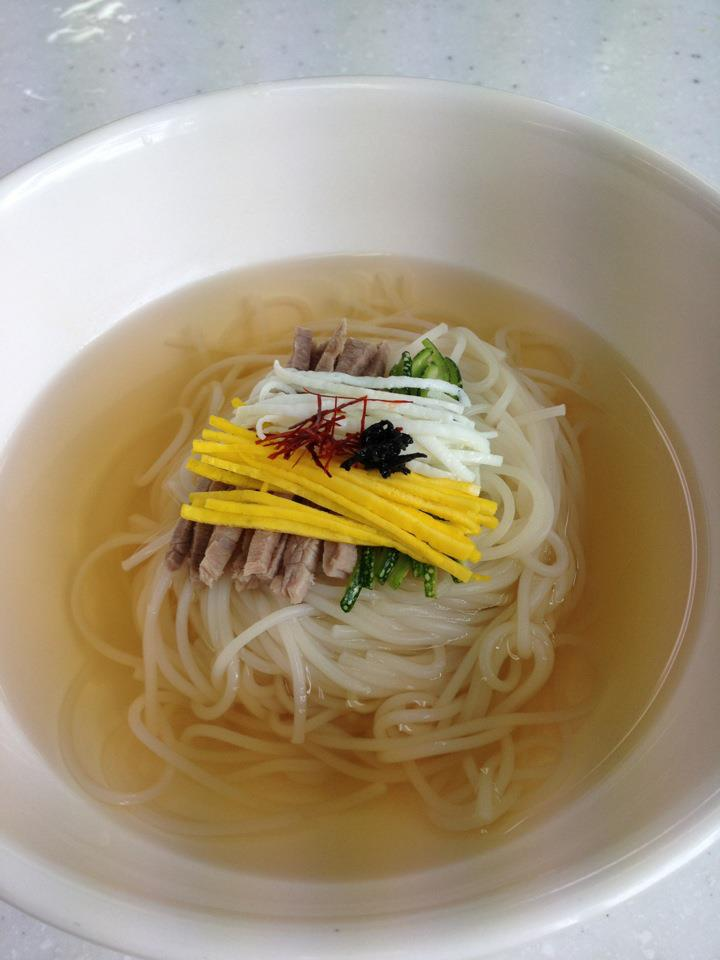
Janchi-guksu
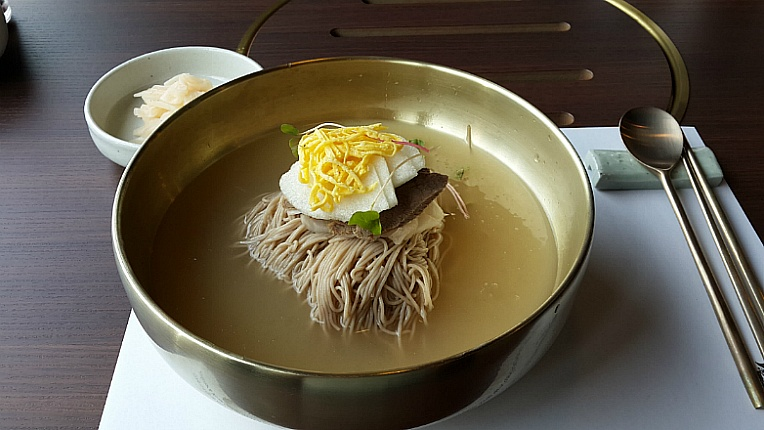
Naengmyeon
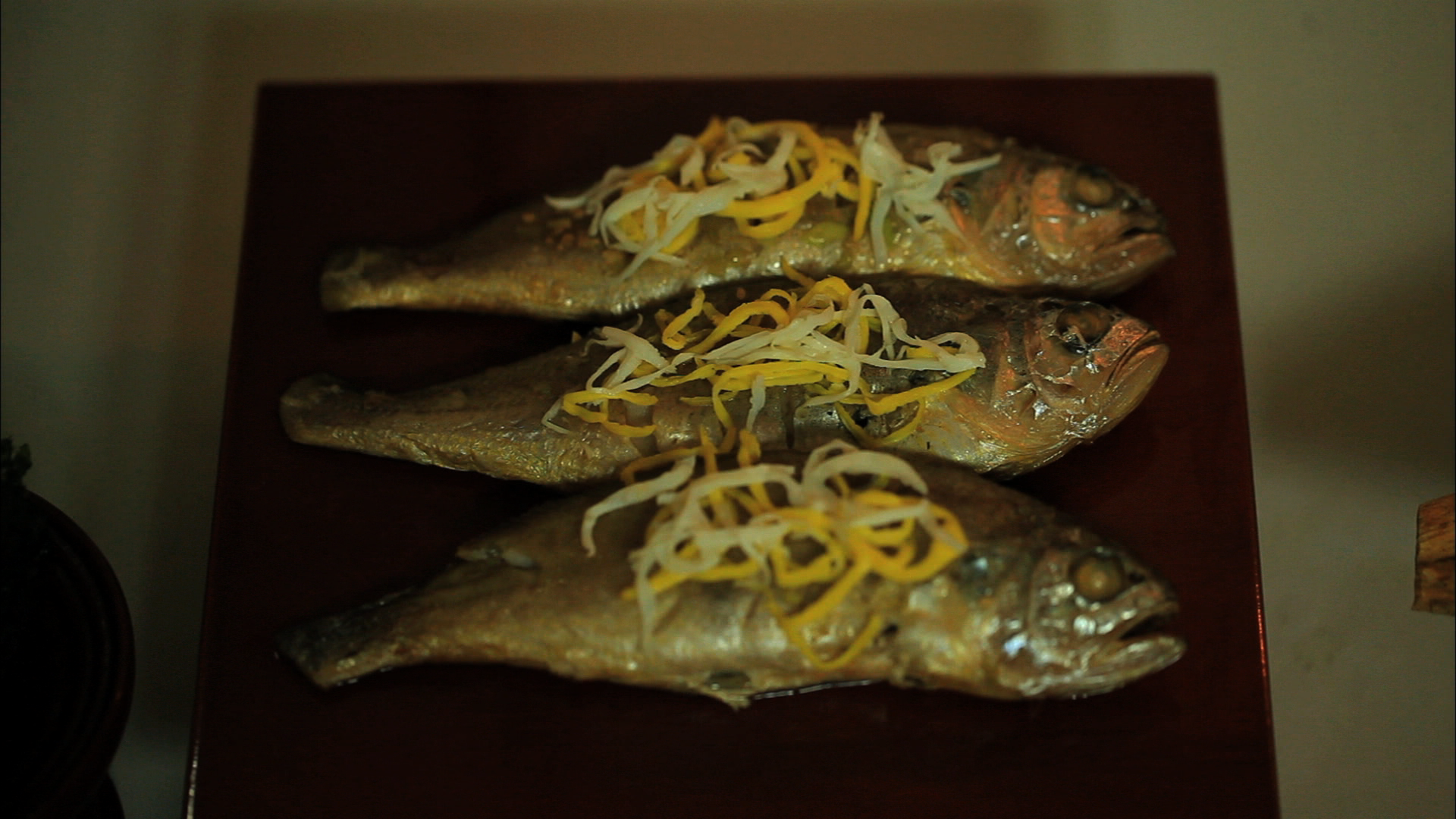
Gulbi-güi
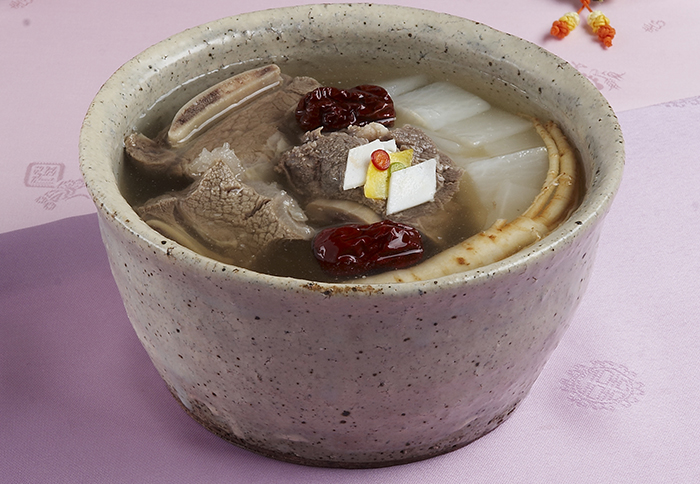
Galbi-tang cubierto con al-gomyeong con forma de diamante